# Live EP (Breaking Benjamin)
Live EP è il secondo EP dei Breaking Benjamin. Inoltre tutto è il primo album della band ad essere etichettato dalla Hollywood Records. Tutti i Brani sono registrati dal vivo durante un live della band.

## Tracce
1. Medicate
2. Water
3. Next to Nothing
4. Sugarcoat

## Formazione
- Ben Burnley - voce e chitarra
- Aaron Fink - chitarra
- Mark James Klepaski - basso
- Jeremy Hummel - batteria